# Deossigenazione di Barton-McCombie
La deossigenazione di Barton-McCombie è una reazione di chimica organica nella quale un gruppo funzionale ossidrile di un composto organico è sostituito da un idrogeno, formando un gruppo alchilico. La reazione prende il nome dai chimici inglesi Derek Barton e Stuart McCombie.
Questa reazione di deossigenazione è una sostituzione radicalica. Nella correlata decarbossilazione di Barton il reagente è un acido carbossilico.

## Meccanismo
Il meccanismo di reazione è catalitico e radicalico, e prevede un processo di iniziazione seguito da una fase di propagazione. Dapprima l'alcol (1) è convertito in xantato (2). Usando azobisisobutironitrile (AIBN, 8) come iniziatore radicalico si decompone il tributilstannano (3) formando il radicale tributilstannile (4). Quest'ultimo strappa il gruppo xantato da 2  formando un radicale alchilico 5 e lo xantato di tributilstagno 7. Il legame zolfo–stagno di 7 è molto stabile e costituisce la forza guida per la reazione. Il radicale alchilico a sua volta strappa un atomo di idrogeno da una nuova molecola di tributilstannano fornendo il prodotto deossigenato desiderato (6) e una nuova specie radicalica (3) per propagare la reazione.

## Varianti

### Fonti alternative di idrogeno
Il principale svantaggio di questa reazione è l'uso di tributilstannano che è tossico, costoso e difficile da rimuovere dalla miscela di reazione. Una alternativa è l'uso di ossido di tributilstagno come iniziatore radicalico e polimetilidridosilossano (PMHS) come fonte di idrogeno. Usando fenil clorotionoformato come materiale di partenza si genera infine solfuro di carbonile.

### Trialchilborani
Donatori di idrogeno ancora più convenienti sono i complessi tialchlborano-acqua come il trimetilborano contaminato da piccole quantità di acqua.
In questo ciclo catalitico la reazione è iniziata dall'ossidazione all'aria del trialchilborano 3, per dare il radicale metile 4. Questo radicale reagisce con lo xantato 2 formando la specie 7 e l'intermedio radicalico 5. Il complesso (CH3)3B•H2O 3 fornisce un idrogeno al radicale 5 per dare l'alcano 6, mentre va a formare 4, cioè acido dimetilborinico e un nuovo radicale metile.
Calcoli teorici mostrano che la reazione di omolisi O–H nel complesso borano–acqua è endotermica, con un'energia simile a quella della omolisi nel tributilstannano, ma molto minore della reazione di omolisi dell'acqua pura.

## Esempi di applicazione
Una variante di questa reazione è stata usata in un passaggio della sintesi totale dell'azadiractina:
Nella sintesi totale della pallescensina B è stato usato l'imidazolo 1,1'-tiocarbonildiimidazolo (TCDI). TCDI reagisce particolarmente bene con alcoli primari perché lo xantato non è stabilizzato per risonanza, dato che la coppia solitaria dell'azoto è impegnata nell'anello aromatico.